# Мёрсо
Мёрсо́ (фр. Meursault) — коммуна во Франции, находится в регионе Бургундия. Департамент коммуны — Кот-д’Ор. Входит в состав кантона Бон-Север. Округ коммуны — Бон. Код INSEE коммуны — 21412.
Мёрсо — один из апелласьонов винодельческого района Кот-де-Бон, который славится «маслянистыми» белыми винами из шардоне с отчётливыми нюансами дуба (результат выдержки в дубовых бочках). Посёлок расположен южнее Вольне и Поммара, но чуть севернее Пюлиньи-Монраше. Виноградники высшего уровня (гран-крю) отсутствуют.
В день окончания сбора винограда в Мёрсо проходит празднование, именуемое La Paulée de Meursault. Впервые его организовал в 1920-е годы граф Лафон. Также интерес для туристов представляет лепрозорий XII века.

## Население
Население коммуны на 2010 год составляло 1529 человек.
| 1962 | 1968 | 1975 | 1982 | 1990 | 1999 | 2010 |
| ---- | ---- | ---- | ---- | ---- | ---- | ---- |
| 1869 | 1831 | 1733 | 1645 | 1538 | 1595 | 1529 |

## Экономика
В 2010 году среди 965 человек трудоспособного возраста (15—64 лет) 756 были экономически активными, 209 — неактивными (показатель активности — 78,3 %, в 1999 году было 76,6 %). Из 756 активных жителей работали 706 человек (366 мужчин и 340 женщин), безработных было 50 (28 мужчин и 22 женщины). Среди 209 неактивных 70 человек были учениками или студентами, 81 — пенсионерами, 58 были неактивными по другим причинам.

## Кинематограф
Именно в этом населённом пункте происходит значительная часть действия фильма «Большая прогулка» — одной из самых известных французских комедий.